# Polskie Radio Szczecin
Polskie Radio Szczecin (česky Polský rozhlas Štětín) je jedna ze 17 nezávislých rozhlasových stanic Polského rozhlasu, která realizuje regionální pořady vysílané v jednotlivých vojvodstvích, sdružených do obchodní společnost Audytorium 17. Je jednou z rozhlasových stanic, které tvoří od dubna 2008 evropskou rozhlasovou síť Euranet.
Vysílá svůj program po celý den na téměř celém území Západopomořanského vojvodství a přesahuje na teritorium sousedních vojvodství a příhraničních oblastí Německa. Má místní pobočky ve městech Stargard a Świnoujście. Rádio je veřejná obchodní společnost, kterou plně vlastní státní pokladna. Předsedou představenstva je Adam Rudawski.